# Walter Samuel Goodland
Walter Samuel Goodland (Sharon, 22 dicembre 1862 – Madison, 12 marzo 1947) è stato un politico statunitense, 31º governatore del Wisconsin dal 1943 al 1947 dopo essere stato vicegovernatore di Julius P. Heil dal 1939 al 1943.